# The Rogue
The Rogue er en amerikansk stumfilm fra 1918 af Arvid E. Gillstrom.

## Medvirkende
- Billy West - Billy
- Oliver Hardy
- Ethel Marie Burton
- Leo White
- Rosemary Theby